# Hippomenella
Hippomenella is een mosdiertjesgeslacht uit de familie van de Romancheinidae en de orde Cheilostomatida. De wetenschappelijke naam ervan is in 1917 voor het eerst geldig gepubliceerd door Ferdinand Canu en Ray Smith Bassler.

## Soort
- Hippomenella amaralae Vieira, Gordon, Souza & Haddad, 2010
- Hippomenella avicularis (Livingstone, 1926)
- Hippomenella bituberosa Brown, 1952
- Hippomenella chepigae Gontar, 1993
- Hippomenella fissurata (Canu & Bassler, 1928)
- Hippomenella flava Osburn, 1952
- Hippomenella gigantica Powell, 1967
- Hippomenella mitzopoulosi Kühn, 1936
- Hippomenella mortenseni Marcus, 1938
- Hippomenella mucronelliformis (Waters, 1899)
- Hippomenella ramula Hayward & Winston, 2011
- Hippomenella rudicula Tilbrook, 2006
- Hippomenella semilaevis (Reuss, 1869)
- Hippomenella vellicata (Hutton, 1873)

Niet geaccepteerde soorten:
- Hippomenella curvata Uttley & Bullivant, 1972 → Parkermavella curvata (Uttley & Bullivant, 1972)
- Hippomenella porosa Canu & Bassler, 1929 → Hippopleurifera porosa (Canu & Bassler, 1929)
- Hippomenella repugnans Canu & Bassler, 1929 → Hippopleurifera repugnans (Canu & Bassler, 1929)